# Benafarces
Benafarces é um município da Espanha na província de Valladolid, comunidade autónoma de Castela e Leão, de área 16,65 km² com população de 93 habitantes (2007) e densidade populacional de 5,59 hab./km².

## Demografia
| Variação demográfica do município entre 1991 e 2004 | Variação demográfica do município entre 1991 e 2004 | Variação demográfica do município entre 1991 e 2004 | Variação demográfica do município entre 1991 e 2004 |
| --------------------------------------------------- | --------------------------------------------------- | --------------------------------------------------- | --------------------------------------------------- |
| 1991                                                | 1996                                                | 2001                                                | 2004                                                |
| 107                                                 | 118                                                 | 99                                                  | 114                                                 |